# 日本一きびだんご

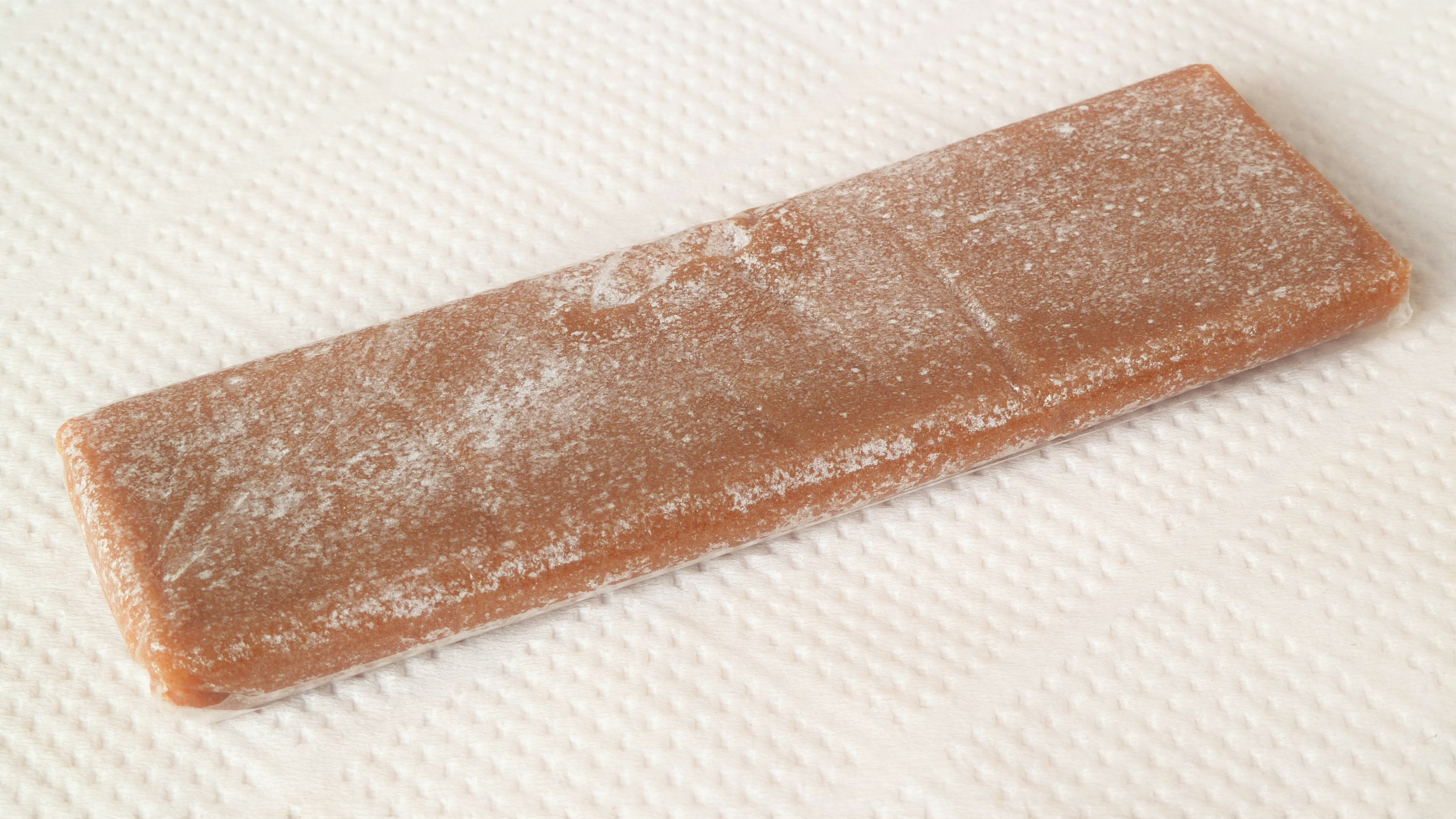
日本一きびだんご

日本一きびだんご（にっぽんいちきびだんご）は、主に北海道で販売されている駄菓子である。

## 概要
岡山市の銘菓として全国的に知られているきびだんごとは、全く異なる菓子である。北海道に本拠を置く食品メーカー数社（谷田製菓、天狗堂宝船、国産製菓(2011年 天狗堂宝船に経営譲渡)など）が道内販売を目的に製造しており、独自の製法のものである。いずれのメーカーも『日本一きびだんご』を商品名として販売している。麦芽水飴・砂糖・生餡・餅米などを材料として、細長い板状に伸した餅をオブラートでくるんだものであるのが特徴である。
北海道版きびだんごの語源は、関東大震災復興や北海道開拓に際しての「起備団合」とされている。